# Ninja Gaiden Sigma 2
Ninja Gaiden Sigma 2, abbreviato NGΣ2, è un videogioco d'avventura dinamica del 2009 per PlayStation 3. Si tratta di una riedizione dell'originale Ninja Gaiden 2 per Xbox 360. Il titolo è stato sviluppato da Team Ninja e distribuito da Koei Tecmo.

## Sviluppo
Il gioco dispone di tre personaggi giocabili aggiuntivi: Rachel, Ayane e Momiji (da Ninja Gaiden Dragon Sword). Il gioco offre anche nuove dimensioni per boss (che risultando più grandi), una modalità co-op online e il supporto Trophy. Team Ninja ha aggiornato la grafica della versione PS3 dalla versione per Xbox 360. La risoluzione nativa è 720p HD, rispetto al 585p originale. Digital Foundry ha commentato l'aggiornamento dicendo: "Ninja Gaiden Sigma 2 è stato spesso al top della grafica e non solo grazie alla sua maggiore risoluzione in maniera massiccia, ma anche attraverso l'uso di pixel shader RSX la".
La versione PS3 contiene meno spargimento di sangue e di violenza rispetto alla versione per Xbox 360. Hayashi non era sicuro che la diminuzione di violenza nel gioco fosse una buona idea. Vi è una opzione 'd'Oscillazione' che permette di utilizzare il controller SixAxis. La Collector's Edition è limitata ai negozi Gamestop in Nord America e HMV per il Regno Unito. La pre-ordinazione di entrambe le edizioni di GameStop garantisce un codice per sbloccare un costume speciale di Ninja Gaiden Sigma 2.

### Novità
Una delle principali aggiunte riguarda il Team Mission Mode (o missioni a squadre), ove il giocatore potrà avvalersi di un compagno per combattere in varie arene e secondo differenti livelli di difficoltà. Questa modalità funziona sia offline che online. Nel caso dell'offline, il partner del giocatore sarà gestito dalla cpu o da un giocatore che utilizza un secondo controller; nel caso dell'online, sarà un altro utente a manovrare il compagno. Nella modalità Storia, il punteggio Karma è stato rimosso e ora c'è solo nella modalità "Sfida Capitolo". Le prove di Coraggio (Tests of Valor) sono state rimosse, spargendo i premi attraverso i capitoli di Ryu. Il numero totale dei nemici nel gioco è stato ridotto. Con un minor numero di personaggi presenti sullo schermo infatti, ne beneficia la tenuta grafica.
Rispetto a Ninja Gaiden 2 in questo Sigma 2 vi sono tre capitoli in più, i quali non sono legati a Ryu ma a ognuno dei tre personaggi aggiuntivi. Cinque nuovi boss sono stati inseriti e c'è un nuovo capo per ogni capitolo, incluse le due statue giganti, una di Buddha e la Statua della Libertà, quest'ultima animata da Alexei. Il Worm Tunnel è stato omesso, facendo cadere Ryu in un tunnel che dalla notte oscura passa al giorno chiaro. La maggior parte dei nemici volanti sono stati rimossi.
Una delle nuove armi da corpo a corpo è l'Enma's Fang (Zanna di Enma), ovvero uno spadone a due mani che ricorda il Dabilahro del precedente titolo. Il sistema per potenziare l'arma primaria (cioè quella da corpo a corpo) è stato modificato rispetto al primo titolo. Prima il potenziamento di ogni arma passava per il denaro (sotto forma di essenza gialla), per cui era sufficiente recarsi in un negozio di Muramasa o in uno dei punti predisposti e pagare per sbloccare e attivare il potenziamento dell'arma. Inoltre si potevano potenziare più armi contemporaneamente. Adesso invece il potenziamento dell'arma non richiede un pagamento in denaro, ma può essere fatto solo in certi momenti e nei punti illuminati da una lanterna blu, che equivalgono all'angolo del fabbro. Tuttavia sarà possibile potenziare un'arma alla volta, per cui una volta deciso di migliorare un'arma non si potrà fare lo stesso anche per un'altra, ma bisognerà proseguire con la storia per poter trovare un nuovo punto in cui sia possibile potenziare un'altra arma e così via.
A parte la Spada del Drago, potenziabile fino al livello 4, tutte le altre armi da mischia sono potenziabili fino al livello 3. A ogni potenziamento effettuato, l'arma in questione cambierà aspetto.
Un'altra novità riguarda la gestione delle armi secondarie, cioè quelle da gittata. Molte armi da lancio del precedente titolo sono state rimosse. Non sarà più possibile usare gli shuriken incendiari, lo shuriken boomerang, il fucile subacqueo, le frecce esplosive e i nuclei APFSDS.
Ryu avrà in dote solo tre armi da lancio: gli shuriken, l'arco della Perdizione del Diavolo e il cannone ululante. Tutte e tre disporranno di munizioni infinite e ciò risulta una facilitazione incredibile rispetto al primo capitolo, dove invece le scorte erano limitate (soltanto gli shuriken erano illimitati). Il sistema di puntamento è stato migliorato, poiché adesso vi è la possibilità d'inquadrare subito il bersaglio in modo automatico premendo la levetta di destra.
I punti di salvataggio, caratterizzati sempre da statue a forma di dragone, fungono anche da luogo di ripristino totale della salute. Ogni statua però può curare il giocatore una sola volta, inoltre sarà possibile recuperare parzialmente la salute dopo aver superato alcune impegnative fasi di lotta. Queste facilitazioni bilanciano il fatto che Ryu, nel suo equipaggiamento, non possa portare più di un Talismano della Rinascita (nel precedente titolo poteva portarne ben tre), non possa portare più di tre erbe spirituali e tre grani di erbe spirituali (nel precedente titolo, gli oggetti per il recupero salute erano gli elisir e i grandi elisir della vita spirituale e Ryu ne poteva portare, rispettivamente, dieci e cinque).
Gli elementi di guarigione della salute, del Ki e il Talismano della Rinascita possono essere trovati nei molteplici forzieri sparsi per i livelli di gioco e sono le uniche cose che si possono comprare nel negozio di Muramasa. Oltre a questi, le casse contengono in genere anche essenza gialla, blu o rossa. Altri oggetti trovabili nelle casse sono i gioielli quali: la Vita degli Dei, la Vita dei Mille Dei, Gioiello del Sigillo del Demone e Spirito del Diavolo.
Tuttavia i giocatori non possono scegliere quando attivare i gioielli della Vita degli Dei, poiché una volta raccolti essi saranno automaticamente consumati e conteggiati nella schermata di controllo. Al raggiungimento di nove gioielli della vita degli dei, la barra di salute di Ryu aumenterà la sua lunghezza. Anche il gioiello della vita dei mille dei, una volta raccolto, verrà subito usato automaticamente allungando la suddetta barra di salute. Lo stesso discorso riguarda lo spirito del Diavolo, che aumenta la possibilità di esecuzione dei Ninpo. L'unico gioiello gestibile è quello del Sigillo del demone, poiché sarà il videogiocatore a scegliere quando usarlo per potenziare uno dei Ninpo a disposizione di Ryu. Parlando proprio di attacchi magici, Ryu ne avrà a disposizione quattro, anch'essi tutti potenziabili dal livello 1 al 3, proprio come nel precedente titolo. Tuttavia dei quattro Ninpo precedenti è rimasto solo l'Arte dell'Inferno, mentre i tre nuovi sono: l'Arte del Vuoto Pungente, l'Arte delle Lame Volanti e l'Arte della Fiamma della Fenice.
Le altre tre protagoniste (Ayane, Momiji e Rachel) avranno a disposizione un solo Ninpo originale a testa, una sola arma primaria e una sola arma da lancio.
A livello visivo i cadaveri rimangono di più a terra, ma svaniscono ugualmente dopo un certo arco di tempo. Inoltre le inquadrature cinematografiche sono state modificate per eliminare lo smembramento, il dissanguamento eccessivo e più in generale gli effetti del sangue.
Rispetto a Ninja Gaiden Sigma (dove i livelli di difficoltà erano cinque), in Ninja Gaiden Sigma 2 i livelli di difficoltà sono quattro: Seguace (facile), Guerriero (Normale), Mentore (Difficile) e Maestro Ninja (il più difficile). Nella modalità "Missioni a squadre" invece, c'è un ulteriore livello di difficoltà, ancora più complicato, chiamato "Ninja Definitivo".

## Personaggi
Protagonisti
- Ryu Hayabusa - Il protagonista centrale della serie Ninja Gaiden. Discendente della stirpe del Drago, nonostante la giovane età è già un maestro ninja di notevoli doti. Proprio per questo è a lui che suo padre, Joe, ha affidato il controllo della Spada del Drago.
- Rachel - Una cacciatrice di demoni che ha nel "sangue" la maledizione del Demonio. Originariamente apparsa in Ninja Gaiden, continua la sua ricerca nel ritrovare Ryu e la sua lotta contro i demoni che ancora infestano il mondo.
- Ayane - Una kunoichi che però non fa parte del clan Hayabusa, ma che aiuta Ryu di volta in volta.
- Momiji - Membro del clan Hayabusa, che usa in battaglia una lama lunga chiamata Naginata. Sorella e successore della precedente sacerdotessa del Drago, Kureha (uccisa da Doku nel primo titolo), Momiji è una ninja di altissimo livello. Originariamente apparsa in Ninja Gaiden Dragon Sword.

Alleati
- Sonia - Agente della FBI, si reca a Tokyo al negozio di Muramasa per avere informazioni su Ryu. Il suo scopo è chiedere l'aiuto del ninja per fermare i loschi piani di alcuni individui che vogliono riesumare l'arcidemone. Finirà per seguire Ryu in molte missioni. Il nome Sonia è in realtà fittizio, in quanto la donna si chiama Irene (cosa che verrà rivelata nel successivo titolo: Ninja Gaiden 3: Razor's Edge).
- Muramasa - Vecchietto all'apparenza gracile, è in realtà un ottimo ninja ancora valido in combattimento. Funge soprattutto da negoziante, commerciando con Ryu oggetti per il recupero della salute o potenziandogli le armi.
- Joe Hayabusa - Padre di Ryu e leader del villaggio e del Clan Ninja Hayabusa. È anch'egli un eccelso ninja e un tempo brandiva lui la Spada del Drago. Nella storia si scontra con Genshin, riportando alcune ferite ma restando in vita.
- Sanji - Un bambino piccolo ma iniziato alle arti ninja, che dimostra notevole coraggio volendo affrontare uno dei fratelli demoniaci Tengu, il quale lo rapirà. Verrà salvato da Momiji.

Nemici
- Genshin - Leader del clan ninja del Ragno Nero (storico gruppo rivale del clan Hayabusa), è il fratello maggiore di Gamov. È un ninja e un combattente formidabile, che impugna la Spada dell'Arcidemone, una katana paragonabile alla Spada del Drago. Verso la fine verrà mutato da Elizebet in un demone, divenendo ancor più potente.
- Elizebet - La più potente dei quattro Grandi Demoni fedeli a Vazdah e agli ordini del Sacerdote Infernale Draga Dai, viene chiamata la Regina di Sangue. Si batterà due volte contro Ryu, ma alla fine perirà.
- Alexei - Uno dei quattro Grandi Demoni, morfologicamente è quello che più di tutti ricorda l'inconografia cristiana di un demone. Domina l'elettricità e s'insedia a New York, dove riesce a dare vita alla Statua della Libertà, usandola in battaglia.
- Volf - Uno dei quattro Grandi Demoni, è un licantropo dotato di quattro braccia che impugna la Falce Offuscata, arma che Ryu prenderà dopo averlo battuto. Conosciuto come il Re delle Tempeste, controlla il vento e si è insediato a Venezia, erigendo e governando un nutrito numero di licantropi.
- Zedonius - Uno dei quattro Grandi Demoni, anche lui ha quattro braccia. S'insedia in una città nord-orientale, probabilmente in Russia. Domina il fuoco e considera il genere umano pari a delle scimmie. Sulla Terra è l'ultimo dei Grandi Demoni a manifestarsi, mentre negli Inferi è il primo a combattere contro Ryu.
- Draga Dai - Conosciuto come il Sacerdote Infernale, è un uomo nelle fattezze ma il potere di Vazdah lo ha mutato in una specie di stregone. È lui che gestisce il processo di riesumazione dell'Arcidemone. Negli Inferi si muta in demone e prova a battere Ryu.
- Obaba - La strega del clan del Ragno Nero, si pensava fosse morta tempo fa ma la statua del Demone l'ha riporta in vita e mutata in un essere demoniaco simile a un ragno (ma senza le classiche otto zampe). Dopo l'attacco al Villaggio Hayabusa da parte di Genshin, Obaba entra in possesso della gemma dell'Occhio del Drago. Si rifugia a Venezia, dove però Ayane si reca e recupera l'oggetto, uccidendola.
- Tengu - Sono due fratelli demoni alati, molto alti e armati di martelli con spunzoni. Si differenziano per il colore della pelle: il più anziano ha una carnagione rossa, il più giovane blu. Durante l'attacco al villaggio Hayabusa, il maggiore dei due rapisce Sanji.
- Marbus - Grande Demone di Vigoor, sopravvissuto alla battaglia contro Ryu nel precedente titolo. Dopo la sconfitta di Alexei, prova a insediarsi a New York ma viene sconfitto da Rachel. Ryu lo ritroverà nell'Inferno, chiudendo stavolta definitivamente i conti.
- Rasetsu - Un ninja del Ragno Nero che ha venduto la sua anima, lasciandosi mutare in demone. Il suo aspetto da mutato è quello di un ibrido uomo-ragno molto alto, con quattro tentacoli aracniformi sulla schiena. Abbastanza pericoloso in duello, non è l'unico demone-ragno nel clan di Genshin.
- Vazdah - Il diretto erede di Vigoor, primo grande Arcidemone e Dio della Distruzione. Vazadh è anch'egli un arcidemone e fu sigillato molti secoli fa dalla stirpe del Drago, da cui discende il clan Hayabusa. Rinasce negli Inferi, quando Draga Dai si offre a lui. Il suo primo stadio è simile a un enorme insetto umanoide. Il suo secondo e definitivo stadio invece, ricorda quello di un imponente diavolo alato dal colore rosso lavico.

## Altre versioni

### Ninja Gaiden Sigma 2 Plus
Una conversione per PlayStation Vita, intitolata Ninja Gaiden Sigma 2 Plus, è stata distribuita nel 2013.

## Accoglienza
Ninja Gaiden Sigma 2 ha ricevuto un 8.4 dal IGN, e un 8,5 da Game Informer. Ha una complessiva di punteggio Metacritic di 84.